# NEET (企業)
NEET株式会社（ニート、英: neet&co.,, Ltd.）は、就学・就労・職業訓練のいずれも行っていないことを意味する「ニート」と呼ばれる若年無業者が集まり、全員が取締役に就任することで設立した株式会社。

## 概要
会社設立のきっかけは、2013年1月ごろ、中小・ベンチャー企業向け人材採用コンサルティング会社の『ワイキューブ』（2011年3月倒産）で代表取締役社長を務めていた安田佳生が、様々な企業の人材・組織開発コンサルティングを行う若新雄純に話しを持ちかけたことである。若新は「経済成長が終わった転換期に、アブノーマルでマニアックな少数派が社会を面白くするのではないか?」と思い、プロジェクト運営委員長を引き受け、ニートによる新会社の設立プロジェクトがスタートする。
インターネットで参加者を募集したところ、全国からニートの状態にある若者500人以上から応募があり、その中から本名を名乗れる340人程度が正式メンバーとなる。さらに4ヶ月間かけて議論を重ねた末、最後まで残った約170人全員が株主になり、取締役にも就任。1人あたり1株500円の株式を12株（6000円分）購入することで運営費用を賄う方針が決まり、設立までの費用は安田が理事長を務めるNPO法人『中小企業共和国』が負担することになった。代表取締役には企画者である若新が就任したが、唯一の「非ニート」である若新だけ株を保有せず、経営方針やスタイルは株主兼取締役であるメンバーに一任する方針となった。
同10月30日に、長さ4.5メートルにおよぶ定款委任状への押印式が都内で開催された。全国から約100人の「ニート」が集い、同11月21日に正式に会社が発足。12月10日にはメディア向けの設立記者会見が行われた。

## 社内の体制

### SNS以前の時代[要出典]
リアルで会議をするには交通費がかかる。そのため、ニート株式会社専用のSNSの立ち上げが強く望まれていた。が、100人以上がリアルタイムで会話するという状況のため、利用するSNSの選定は難航。当時はSlackやDiscordなども無く、会議はもっぱらSkypeで行われるなど、ツール選びに苦心していた。若新氏は配信機材とメンバーをなんとか工面して全社向けの放送を定期的に行っていたが、遠方に住むメンバーが配信に参加しづらいなどの格差の是正には程遠かった。

### 班の時代[要出典]
若新氏の（全体会議とは別のタイミングでの）提案により、いくつかの班とその代表者が決められた。代表者の選任には特に根拠は無く、会議後に残っていたメンバーに割り振られた。全員が全員の顔を覚えることは実質不可能なので、班は一応の体制として機能したが、代表者が若新氏と過度に馴れ合っているのではないか？という不信感は消えず、のちに班は解体されることになる。班のうち、いくつかはIT事業部などのように呼び名だけ変わって存続したものもある。

### バックオフィスとフロントオフィスの分化[要出典]
会社として登記が終わった後、安田氏から「この会社はバックオフィス（会社の運営に関わる諸業務を行う部署）の取り分を少なめ（3割程度）にできるのではないか」という意図の発言があった。しかし、この発言が「売上の3割が得られるならバックオフィスに行こう」という動機付けを生み出してしまい、フロントオフィス（売上を作る部署）で売上が立つ見込みも無いままバックオフィスに人が流れるという状況、ひいてはバック VS フロントという対立構造を生んだ。
当時、バックオフィスは会社の存続に必要な法律上の手続きなどを実施していると自覚しており、3割の取り分は妥当だと考えていた。一方、フロントオフィスは元手0円、もしくは自腹を切って事業計画を実施しても、7割しか手元に残らないのならば赤字が確定してしまう。仮に売上ではなく利益の3割だと仮定しても、事業計画への再投資が大幅に制限されることには変わりなく、バックオフィスの取り分は不当だと考えていた。対立は激化し、一部のメンバーはこの対立を生み出した安田氏を批判した。

### 現状
設立時、全員が取締役であり、かつ全員が株主であったため、定時・臨時株主総会を開催する為に会社が費用を拠出して会場を借りて株主総会が行われたものの、各取締役の辞任並びに解任に関する決定並びに後述するNEET株式会社解散の件も含め現地参加者並びにオンライン参加者を含め株主総会における決定の充足数の2/3を得ることができないことがたびたび起きたため、制度を変更し、発起人である若新雄純が唯一の普通株主として、他の役員については議決権のない種類株式を発行することにより、唯一の普通株主である若新雄純が１人株主総会を行なうことによってスムーズな決定をできるようにして、2019年現在、2017年から追加取締役を毎年新規募集をしている。。

### 事業部制
とはいえ事業を行わなければ売上は立たないため、事業部を作るという方針だけは決まっていた。アナログゲーム事業部などが、比較的初期に（書類上の不備が無かったため）事業部として認められた。まとまったお金を借りると倒産に直結するという状況のため、事業部は主に自腹を切って事業計画を進めざるを得なかった。アナログゲーム事業部はこのハードルを乗り越えてNEET株式会社発足前に「アーガーデュエル」、発足後に「ダイヤを掘ろう！」、「30歳ニートが人生詰んだので作ったゲーム」などのゲームを世に出したが、アナログゲーム特有の原価率の高さや、ゲームマーケットで売るためのメンバーの交通費などで利益は消し飛び、ゲームを次々と世に出して大儲けするという事業計画は水泡に帰した。

### ニコ動での動画配信
ニコ動での動画配信については、このページの後ろの段に記載する。

## 実状
発起人で会長の若新は、社内での立場を相対的に良くしようとしてメンバー同士が互いに攻撃し合うような人間関係のトラブルが多く発生したことを認めている。また、一部の取締役がニコニコ生放送で炎上事件を起こすなど問題行動も取り沙汰されている。
2016年5月14日に行われた臨時株主総会にて第1号議案「NEET株式会社解散の件」が提出され、解散賛成に過半数以上の票を集めるも、決議に必要な2/3以上の賛成票を集めることができなかったため否決された。また、賛成に投票した大多数の取締役がこの決議を機に辞任した。設立時は166名だった取締役は大多数が辞任、ないしは解任され、2017年7月現在で残っている取締役は設立時の1/3、わずか54名である。

## 発生したトラブル

### 野良猫虐待騒動
2015年よりニコニコ生放送において「リアルねこあつめ」（別名：猫庭配信）と題した動画配信を行っていた。居住するアパートの庭に餌や水などを置き、そこに集まる野良猫の様子をリアルタイムで公開し広告を載せ収入を得るという放送だった。
近隣住民への迷惑やトラブルなどを考えず野良猫を集める行動や、体調不良を起こしている猫を放置などの問題点、さらに集めた野良猫は避妊・去勢手術も行っておらず、そのような猫達が交尾する姿などが放送された。寄付の募集や里親探しなどを行い猫の保護活動を行っていた。寄付の使用額についてのメモが公開されたが、寄付の人数や寄付総額などはNEET株式会社から公開されなかった。誰が里親になったかは公開されなかったことなど不明な点はいくつか存在した。近隣住民や管理会社への十分な説明や説得がなされておらず、結果として、管理会社とのやりとりで猫の保護活動はやめることになった。
動画配信では生放送が2015年5月15日頃に突然放送を停止した後、NEET株式会社自らYouTubeに公開していた動画も削除された。2017年1月23日時点でNEET株式会社公式のニコニコチャンネル（neetcojp）にて動画配信を行っていたが、2017年2月3日時点では削除されている。2017年2月3日時点では猫の捕獲動画がNEET株式会社が管理するニコニコチャンネル（nekoniwa 猫庭配信）にて動画配信は継続中である。
生放送配信では「猫庭配信」と名前を変更し放送が再開されるも問題点は改善されず、2015年5月15日頃に突然放送を停止。配信は再開されたが、「動物愛護に反する」「近隣の迷惑に配慮していない」「餌やりという不法行為を肯定し、助長する」などの批判が殺到し配信は再び停止された。
代表取締役の若新や元取締役の矢橋（現ギークハウス八王子代表 岩崎桂太郎）は「リアルねこあつめ」の2ちゃんねるスレッドで誹謗中傷されている日本相撲協会職員の弟である男性に対して集団でネットストーカーを行った上その上で男性が勝間和代や上念司と男性との間で「警察沙汰」となっていることを知った上で「訴訟を起こす」などと書き込みし「脅迫」を行っていた。矢橋は男性から告訴状を警察に提出されており矢橋本人も「警察沙汰」になったと認識していた。
会社側は、事業として非常に無責任な結果に終わったことを認めている。